# Caterina Martinelli
Caterina Martinelli (Roma, c. 1589-Mantua, 9 de marzo de 1608) fue una cantante de ópera italiana, empleada por el duque Vicente I Gonzaga de Mantua desde 1603 hasta su muerte en 1608.
El papel principal en la ópera L'Arianna de Claudio Monteverdi fue escrito para ella, pero murió antes de su estreno.

## Biografía
Caterina Martinelli nació en Roma en 1589. En 1603, llegó a Mantua a petición del duque Vicente, quien originalmente tenía la intención de que se formara en Florencia primero, pero luego cambió de opinión. Después de llegar a Mantua, vivió en la casa de Monteverdi.
Si bien se sabe poco sobre su vida después de su llegada a Mantua, es de suponer que cantaba con regularidad en la corte y que Monteverdi escribió muchas piezas musicales para ella. Hasta su muerte, fue la soprano preferida del duque en la corte.
Falleció de viruela el 9 de marzo de 1608. El duque hizo construir una tumba de mármol para ella y ordenó que los sacerdotes carmelitas celebraran la misa y los oficios en su memoria cada año en el aniversario de su muerte. A petición del duque, Monteverdi compuso un escenario de una sextina escrita en su memoria por Scipione Agnelli, un obispo de Mantua.